# The Locusts
The Locusts é um filme de drama norte-americano de 1997, escrito e dirigido por John Patrick Kelley, com música de Carter Burwell e estrelado por Kate Capshaw, Jeremy Davies, Vince Vaughn, Paul Rudd e Ashley Judd.
O filme recebeu uma pontuação de 5.8/10 e 20% de aprovação pelo site Rotten Tomatoes.

## Sinopse
No interior do Kansas, no inicio dos anos 60, uma comunidade que trabalha no meio rural em uma fazenda, obtendo da Terra o seu sustento, Clay Hewitt, um forasteiro que chega a comunidade, botando a prova os principios morais desta quando se envolve com a fazendeira Delilah Ashford Potts que vive com seu filho adolescente Joseph "Flyboy" Potts e está sempre acostumada a seduzir seus empregados, mas com o tempo ele demostra certa rejeição por sua patroa, sentindo uma certa afeição por seu filho, até fazendo este se rebela contra sua mãe...mas também acaba trazendo a tona segredos do passado.

## Elenco
- Kate Capshaw — Delilah Ashford Potts
- Jeremy Davies — Joseph "Flyboy" Potts
- Vince Vaughn — Clay Hewitt
- Ashley Judd — Kitty
- Paul Rudd — Earl
- Daniel Meyer — Joel Carter
- Jessica Capshaw — Patsy
- Jess Robertson — Ellen
- Jimmy Pickens — Cameron
- Jerry Haynes — Harlen, The Bartender
- Jason Davis — Wrangler